# Antoni Szuniewicz

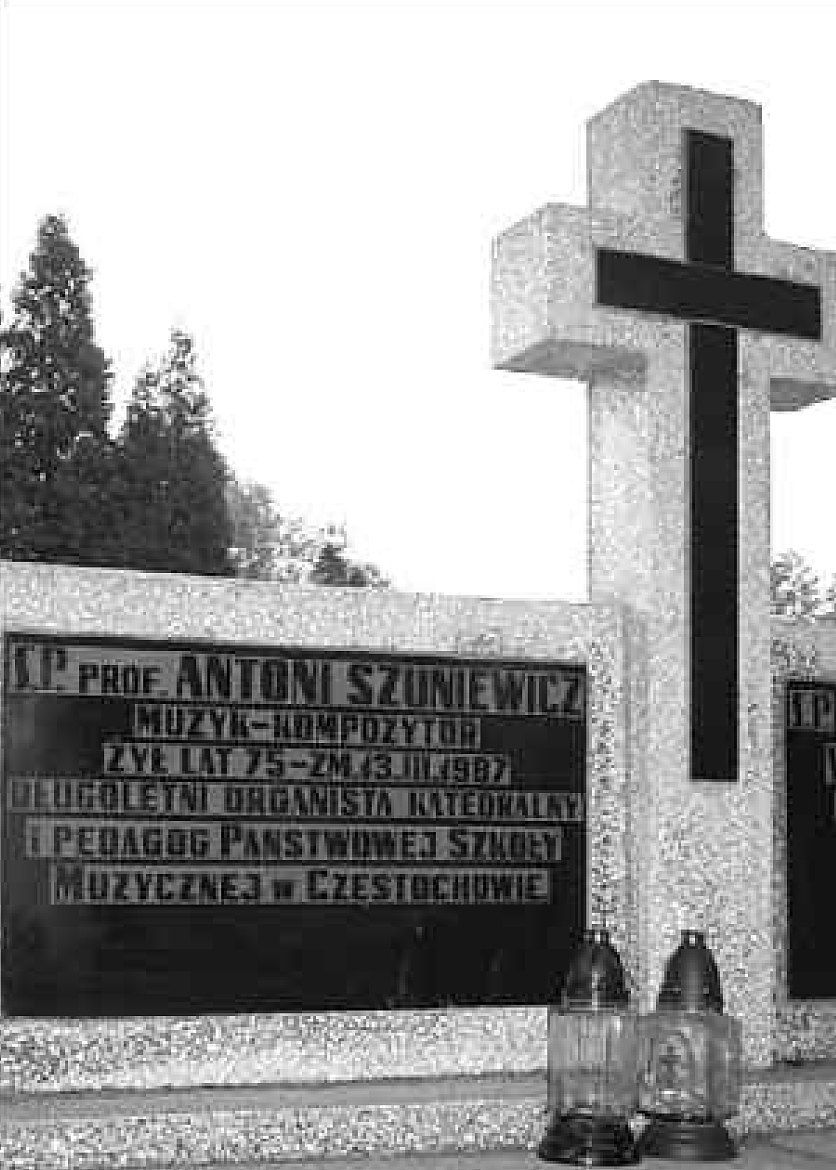
Grób Antoniego Szuniewicza na cmentarzu Kule w Częstochowie

Antoni Szuniewicz (ur. 14 listopada 1911 w Leonowiczach na Wileńszczyźnie w gminie Prozoroki, zm. 13 marca 1987 w Częstochowie) – organista, kompozytor, dyrygent, chórmistrz, pedagog.

## Życiorys
Był synem Jana Szuniewicza i Tekli z domu Bielewicz. Wywodził się z tej samej rodziny, do której należał ks. dr Wacław Szuniewicz. W latach 1927–1931 uczęszczał do Zawodowej Szkoły Organistów im. Józefa Montwiłła w Wilnie. Po jej ukończeniu studiował w wileńskim Konserwatorium Muzycznym im. M. Karłowicza w klasie organów u Władysława Kalinowskiego (1932-34), a następnie w klasie kompozycji u Tadeusza Szeligowskiego (1934-39).
Od 1937 roku nauczał w Konserwatorium Wileńskim pracując równocześnie w Zawodowej Szkole Organistów. Już w czasie studiów był organistą w wileńskich kościołach. Początkowo w kościele św. Bartłomieja (1931-34), a od 1934 do 1945 roku w kościele Ojców Franciszkanów, gdzie prowadził również chór.
W 1945 roku opuścił Wilno i w ramach repatriacji przeniósł się do Częstochowy. Tam objął funkcję organisty i dyrygenta chóru w bazylice katedralnej św. Rodziny. Przyczynił się do wybudowania w tej świątyni organów. Obok pracy w kościele był także koncertującym organistą. Koncertował w wielu miastach Polski. Ponadto działał jako rzeczoznawca budowy organów. Zasiadał w komisjach ekspertów nowo wybudowanych instrumentów. Był także autorem dyspozycji głosów m.in. do organów kościoła franciszkanów w Gdańsku i katedry św. Rodziny w Częstochowie.
Antoni Szuniewicz znany był także z działalności dyrygenckiej. Obok kierowania chórem katedralnym zajmował się także prowadzeniem połączonych chórów Diecezji Częstochowskiej, powoływanych z okazji szczególnych wydarzeń w życiu miejscowego Kościoła (np. pielgrzymek Jana Pawła II).
Prowadził także działalność pedagogiczną. Od 1946 r. pracował w Zespole Szkół Muzycznych w Częstochowie, gdzie uczył teorii muzyki i prowadził klasę organów. Współpracował ponadto z Niższym Seminarium Duchownym w Częstochowie, Diecezjalnym Studium Organistowskim oraz zgromadzeniami zakonnymi.
Szuniewicz był członkiem Diecezjalnej Komisji ds. Muzyki i Śpiewu Kościelnego, Diecezjalnej Komisji ds. Organistów, członkiem Sekcji Głównej Komisji Kultu Bożego II Synodu Diecezji Częstochowskiej, prezesem Częstochowskiego Koła Stowarzyszenia Polskich Artystów Muzyków oraz wiceprzewodniczącym Rady Zakładowej Związku Pracowników Kultury i Sztuki.
Ożenił się w Walerią z domu Bielewicz, córką Antoniego i Anieli, urodzoną w Połocku (zmarła w Częstochowie w 2002). Dwoje dzieci Antoniego i Walerii Szuniewiczów urodziło się w Wilnie. Byli nimi Maria Teresa i Stanisław.

## Odznaczenia
Otrzymał liczne dyplomy i odznaczenia państwowe i kościelne, m.in.:
- 1969 – odznaczenie Pro Ecclesia et Pontifice,
- 1979 – odznaka Zasłużony Działacz Kultury,
- 1982 – Krzyż Kawalerski Orderu Odrodzenia Polski,
- 1984 – Medal Komisji Edukacji Narodowej,
- 1985 – Medal 40-lecia Polski Ludowej.

## Twórczość
Ważniejsze kompozycje:
cykle mszalne (m.in.):
- Maryjna msza polska na 4-gł. chór mieszany i organy (wyd. Santa Severa Rzym 1974)
- Msza polska na 4-gł. chór mieszany i organy (wyd. Santa Severa Rzym 1974)
- Msza w języku polskim na tematy melodii pieśni maryjnych na 3-gł. chór żeński i organy (1975)

utwory o charakterze kantatowym (m.in.):
- Cantata ad honorem Jubilati Christe dum Tibi na 4-gł. chór mieszany i organy (1950 lub 1951)
- Kantata jubileuszowa na 4-gł. chór mieszany i orkiestrę (1950)
- Modlitwa do Boga na 6-gł. chór mieszany i organy (1937, wyd. Wydawnictwo K.T.Barwickiego nr 755 Poznań 1957)

utwory chóralne a cappella (m.in.):
- Stabat Mater na 4-gł. chór mieszany a cappella (wyd. Wydawnictwo H. Kubickiego Wilno 1939)
- Gwiazdo jasności na 4-gł. chór mieszany a cappella (wyd. Wydawnictwo K.T. Barwickiego nr 439 Poznań 1948)
- Hymn do św. Cecylii na 6-gł. chór mieszany a cappella (wyd. Wydawnictwo K.T.Barwickiego nr 436 Poznań 1948)

pieśni solowe z tow. fortepianu lub organów (m.in.):
- Kołysanka na głos i fortepian (wyd. Wydawnictwo H. Kubickiego Wilno 1939)
- Pieśń wygnańca na baryton i fortepian (1945)

ponadto:
- części mszalne
- chóralne opracowania pieśni kościelnych
- religijne pieśni jedno- i dwugłosowe

Większość kompozycji o tematyce religijnej A. Szuniewicza wydało Wydawnictwo Zakonu Paulinów „Paulinianum” w zbiorze Modlitwa do Boga (Częstochowa 2001).